# Max Q
En ingénierie aérospatiale, Max Q est la pression dynamique maximale atteinte lors d'un vol de fusée. Au cours d'un vol atmosphérique, c'est aussi le point de la trajectoire où l'ensemble des forces aérodynamiques agissant sur la fusée (traînée et efforts aérodynamiques normaux éventuels) sont maximales.

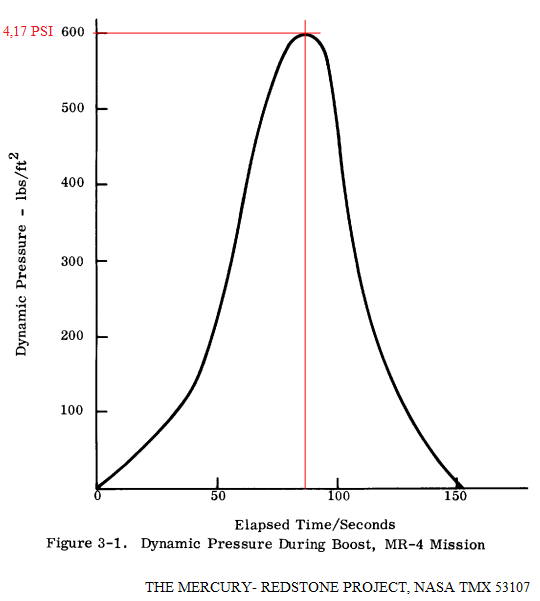
Pression dynamique lors du vol MR-4 de la fusée Mercury-Redstone.

Considérant la définition de la pression dynamique : q = ½ ρ v², nous savons que cette quantité :
- est égale à zéro au moment du décollage, lorsque la vitesse du véhicule v = 0 ;
- est nulle en dehors de l'atmosphère, où la masse volumique de l'air ρ = 0 ;
- est toujours positive (ou nulle, comme ci-dessus) étant donné les quantités en cause.

Par conséquent, il y a nécessairement un point de la trajectoire où la pression dynamique est maximale : ce point est précisément max Q.
En d'autres termes, au-dessous du point max Q, l'effet de l'accélération de l'engin spatial  l'emporte sur la diminution de la densité. Au-dessus du point max Q, c'est le contraire qui est vrai.
Lors d'un lancement normal de la navette spatiale américaine par exemple, max Q est à une altitude d'environ 11 km (35 000 pieds). Au cours d'une mission de type Apollo, max Q survient entre environ 13 km et 14 km d'altitude (43 000–46 000 pieds),.